# Finale de la Coupe d'Europe des vainqueurs de coupe 1995-1996
La finale de la Coupe d'Europe des vainqueurs de coupe 1995-1996 est la 36e finale de la Coupe d'Europe des vainqueurs de coupe, organisée par l'UEFA. Ce match de football a lieu le 8 mai 1996  au stade Roi Baudouin de Bruxelles, en Belgique.
Elle oppose l'équipe française du Paris Saint-Germain aux Autrichiens du Rapid Vienne. Le match se termine par une victoire des Parisiens sur le score de 1 but à 0, ce qui constitue leur premier sacre dans la compétition ainsi que leur premier titre européen.
Vainqueur de la finale, le Paris Saint-Germain est à ce titre qualifié pour la Supercoupe d'Europe 1996 contre la Juventus, vainqueur de la finale de la Ligue des champions.

## Parcours des finalistes
Note : dans les résultats ci-dessous, le score du finaliste est toujours donné en premier (D : domicile ; E : extérieur).
| Paris Saint-Germain  | Paris Saint-Germain | Paris Saint-Germain | Paris Saint-Germain | Tour                | Rapid Vienne        | Rapid Vienne | Rapid Vienne | Rapid Vienne |
| -------------------- | ------------------- | ------------------- | ------------------- | ------------------- | ------------------- | ------------ | ------------ | ------------ |
| Adversaire           | Total               | Aller               | Retour              |                     | Adversaire          | Total        | Aller        | Retour       |
| Molde FK             | 6 - 2               | 3 - 2 (E)           | 3 - 0 (D)           | Seizièmes de finale | Petrolul Ploiești   | 3 - 1        | 3 - 1 (D)    | 0 - 0 (E)    |
| Celtic Glasgow       | 4 - 0               | 1 - 0 (D)           | 3 - 0 (E)           | Huitièmes de finale | Sporting CP         | 4 - 2        | 0 - 2 (E)    | 4 - 0 ap (D) |
| Parme AC             | 3 - 2               | 0 - 1 (E)           | 3 - 1 (D)           | Quarts de finale    | Dynamo Moscou       | 4 - 0        | 1 - 0 (E)    | 3 - 0 (D)    |
| Deportivo La Corogne | 2 - 0               | 1 - 0 (E)           | 1 - 0 (D)           | Demi-finales        | Feyenoord Rotterdam | 4 - 1        | 1 - 1 (E)    | 3 - 0 (D)    |

## Finale
| 8 mai 1996 | Paris Saint-Germain | 1 - 0 | Rapid Vienne | Stade Roi Baudouin, Bruxelles                       |                                                     |
| 20h15 CEST | N'Gotty 29e         |       |              | Spectateurs : 37 500 Arbitrage : Pierluigi Pairetto | Spectateurs : 37 500 Arbitrage : Pierluigi Pairetto |
| 20h15 CEST | Rapport             |       |              | Spectateurs : 37 500 Arbitrage : Pierluigi Pairetto | Spectateurs : 37 500 Arbitrage : Pierluigi Pairetto |

|  |  |

| GK             | 1  | Bernard Lama      |     |     |
| SW             | 2  | Paul Le Guen      |     |     |
| RB             | 3  | Patrick Colleter  |     |     |
| CB             | 4  | Bruno N'Gotty     |     |     |
| LB             | 5  | Alain Roche       |     |     |
| DM             | 7  | Daniel Bravo      |     |     |
| RM             | 9  | Laurent Fournier  | 56e | 77e |
| LM             | 8  | Vincent Guérin    |     |     |
| AM             | 10 | Raí               |     | 12e |
| CF             | 6  | Youri Djorkaeff   |     |     |
| CF             | 11 | Patrice Loko      |     |     |
| Remplaçants :  |    |                   |     |     |
| GK             | 16 | Richard Dutruel   |     |     |
| DF             | 13 | Oumar Dieng       |     |     |
| DF             | 14 | Francis Llacer    |     | 77e |
| FW             | 12 | Pascal Nouma      |     |     |
| FW             | 15 | Julio Dely Valdés |     | 12e |
| Entraîneur :   |    |                   |     |     |
| Luis Fernández |    |                   |     |     |

| GK            | 1  | Michael Konsel        |     |     |
| SW            | 3  | Trifon Ivanov         |     |     |
| RWB           | 5  | Peter Schöttel        | 37e |     |
| LWB           | 2  | Michael Hatz          | 54e |     |
| CM            | 8  | Dietmar Kühbauer      |     |     |
| CM            | 4  | Andreas Heraf         | 67e |     |
| RW            | 7  | Peter Guggi (en)      |     |     |
| AM            | 6  | Peter Stöger          | 84e |     |
| LW            | 10 | Stephan Marasek (en)  |     |     |
| CF            | 11 | Carsten Jancker       | 34e |     |
| CF            | 9  | Christian Stumpf (en) |     | 46e |
| Remplaçants : |    |                       |     |     |
| GK            | 16 | Raimund Hedl (en)     |     |     |
| DF            | 13 | René Haller (de)      |     |     |
| DF            | 14 | Zoran Barišić         |     | 46e |
| MF            | 12 | Oliver Lederer (en)   |     |     |
| MF            | 15 | Sergueï Mandreko      |     |     |
| Entraîneur :  |    |                       |     |     |
| Ernst Dokupil |    |                       |     |     |